# 161693 Attilladanko
161693 Attilladanko este un asteroid din centura principală de asteroizi.

## Descriere
161693 Attilladanko este un asteroid din centura principală de asteroizi. A fost descoperit pe 26 aprilie 2006 la Mayhill de Andrew Lowe. Asteroidul prezintă o orbită caracterizată de o semiaxă mare de 2,75 ua, o excentricitate de 0,26 și o înclinație de 10,8° în raport cu ecliptica.